# Bazalni ganglij
Bazalni gangliji ali globoka možganska jedra so skupina subkortikalnih jeder (skupki perikarionov pod možgansko skorjo) različnega izvora v možganih vretenčarjev. Nahajajo se na bazi telencefalona in na vrhu srednjih možganov (mezencefalona). Močno so povezani z možgansko skorjo, talamusom in možganskim deblom ter drugimi možganskimi strukturami. Sodelujejo pri številnih funkcijah, vključno pri nadzoru hotenih motoričnih gibov, refleksivnem spominu, habituaciji, učenju s pogojevanjem, premikanju oči, kogniciji, in čustvovanju.
Glavne komponente sistema bazalnih ganglijev, glede na funkcije, so: striatum, ki sestoji iz dorzalnega striatuma (kavdatno jedro in putamen) in ventralnega striatuma (nucleus accumbens in tuberculum olfactorium), globusa pallidusa, ventralnega paliduma, črne substance in subtalamičnega jedra. Vsaka od teh komponent ima zapleteno notranjo anatomsko in nevrokemično organizacijo. Največja komponenta, striatum (dorzalni in ventralni) prejema signale iz različnih predelov možganov, naprej pa jih pošilja le v druge komponente sistema bazalnih ganglijev. Globus pallidus prejema signale iz striatuma in pošilja inhibitorne signale v številne predele osrednjega živčevja, ki so povezani z motoriko. V črni substanci, in sicer njenem kompaktnem delu, so dopaminergični nevroni. Dopamin odigra pomembno vlogo v delovanju bazalnih ganglijev. Subtalamično jedro prejema signale predvsem iz striatuma in možganske skorje in projicira v globus pallidus.
Glavna funkcija bazalnih ganglijev je zaviranje spodbujevalnih živčnih dražljajev, zagotavljanje tekočega izvajanja gibov ter preprečevanje nastanka nehotenih gibov. Po teoriji so bazalni gangliji primarno odgovorni za »izbiranje dejanj« – pomagajo odločiti, katero od možnih vedenj se izvrši v določenem trenutku oziroma najverjetneje nadzorujejo in uravnavajo aktivnosti motoričnih in premotoričnih predelov možganske skorje, tako da se lahko hoteni gibi izvajajo nemoteno. Poskusi kažejo, da izkazujejo zaviralno delovanje na številne motorične sisteme v osrednjem živčevju in prenehanje te zavore omogoči, da se motorični sistem aktivira. Na delovanje bazalnih ganglijev vplivajo signali iz številnih drugih možganskih predelov, vključno s prefrontalno skorjo, ki ima bistveno vlogo pri izvršitvenih funkcijah. Obstajajo hipoteze, da bazalni gangliji niso odgovorni le za izbiranje motoričnih, temveč tudi bolj kognitivnih dejanj.
Bazalni gangliji imajo bistveno vlogo za normalno delovanje možganov in vedenje. Motnje v delovanju bazalnih ganglijev se kažejo kot različne nevrološke motnje, kot so motnje nadzora vedenja in motorike ter kognitivne motnje, podobne kot pri poškodbah prefrontalne možganske skorje. Vedenjske motnje se lahko kažejo kot tourettov sindrom, obsesivno-kompulzivna motnja in zasvojenost. Med motnjami gibanja so najbolj poznane parkinsonova bolezen, ki je povezana s propadanjem živčnih celic v črni substanci, ki proizvajajo dopamin, huntingtonova bolezen, ki je povezana zlasti s poškodbami v striatumu, distonija; redkejši je hemibalizem. Bazalni gangliji imajo tudi limbični del, katerega komponente imajo svoja poimenovanja: nucleus accumbens, ventralni palidum in ventralni tegmentalni predel (VTA, angl. ventral tegmental area). Obstajajo dokazi, da limbični del odigra osrednjo vlogo pri učenju z nagrajevanjem ter kogniciji in delovanju možganskega čelnega režnja, in sicer preko mezolimbične poti iz ventralnega tegmentalnega področja v nucleus accumbens, z delovanjem živčnega prenašalca dopamina, ter preko mezokortikalne poti. Obstajajo tudi dokazi o prekomerni aktivnosti dopaminskega projiciranja ventralnega tegmentalnega področja pri shizofreniji.